# Topîlo, Znameanka
Topîlo (în ucraineană Топило) este un sat în comuna Trepivka din raionul Znameanka, regiunea Kirovohrad, Ucraina.

## Demografie
Componența lingvistică a localității Topîlo
     Ucraineană (89,73%)
     Română (4,94%)
     Rusă (4,56%)
     Alte limbi (0,38%)
Conform recensământului din 2001, majoritatea populației localității Topîlo era vorbitoare de ucraineană (89,73%), existând în minoritate și vorbitori de română (4,94%) și rusă (4,56%).